# تپه گورقلعه
تپه گورقلعه مربوط به عصر آهن است و در شهرستان رزن، بخش مرکزی، دهستان رزن، روستای آق چای واقع شده و این اثر در تاریخ ۲۷ بهمن ۱۳۸۷ با شمارهٔ ثبت ۲۴۶۳۶ به‌عنوان یکی از آثار ملی ایران به ثبت رسیده است.